# Gaffarlar, Koçarlı
Gaffarlar là một xã thuộc huyện Koçarlı, tỉnh Aydın, Thổ Nhĩ Kỳ. Dân số thời điểm năm 2010 là 374 người.